# David Čerňanský
David Čerňanský, pseud. „frozen” (ur. 18 lipca 2002) – słowacki zawodowy gracz Counter-Strike: Global Offensive, rifler w organizacji Mousesports. Były reprezentant takich formacji jak eXtatus, nEopythe czy NoChance. W swojej karierze zarobił ok. 201 tysięcy dolarów. Miał 13 lat, gdy dołączył do najlepszej czesko-słowackiej drużyny w CS:GO.

## Życiorys
Kariera Davida rozpoczęła się 12 października 2015 roku, kiedy dołączył do nEopythe. Z nią wygrał m.in. ASUS Finals 9. 16 marca 2016 skład nEopythe został przejęty przez eXtatus. Przez jego wiek eXtatus zostało zdyskwalifikowane z kwalifikacji do IEMA w Katowicach, które są od 16 roku życia. 8 stycznia 2019 frozen dołączył do NoChance, jednak opuścił ją 14 marca na rzecz dołączenia do Mousesports. Był to najlepszy moment w karierze młodego Słowaka, ponieważ Mousesports znajduje się obecnie na 2. miejscu w rankingu najlepszych drużyn CS:GO, tworzonego przez serwis HLTV.

## Wyróżnienia indywidualne
- Został nazwany przez Emila Reifa przełomowym graczem roku 2017[4].
- Został nazwany przez Ladislava Kovácsa przełomowym graczem roku 2018[5].

## Osiągnięcia
- 1. miejsce – Binary Dragons Cup Season 6
- 1. miejsce – Cross Border Esports 2017
- 1. miejsce – Mother Russia 1xBet
- 1. miejsce – LOOT.BET Hotshot Series Season 1
- 1. miejsce – QIWI Teamplay Season 3
- 1. miejsce – DreamHack Open Tours 2019
- 3/4. miejsce – ESL Pro League Season 9 Finals
- 1. miejsce – Europe Minor Championship Berlin 2019
- 9/11. miejsce – StarLadder Major Berlin 2019
- 1. miejsce – GG.BET Beijing Invitational
- 3/4. miejsce – V4 Future Sports Festival Budapest 2019
- 1. miejsce – CS:GO Asia Championships 2019
- 1. miejsce – ESL Pro League Season 10 Finals
- 1. miejsce – cs_summit 5
- 2. miejsce – EPICENTER 2019[6][7]